# Morgenfrue
Morgenfrue (Calendula) er en slægt med 12-20 arter af enårige eller flerårige, urteagtige planter, som er udbredt i Europa, Mellemøsten og Iran. Stænglerne er oprette eller opstigende, og bladene er spiralstillede, hele og svagt hårede. Blomsterne er samlet i endestillede kurve, der består af gule, orange eller røde enkeltblomster. Frøene har fnok. I det følgende omtales kun de arter, som bliver dyrket i Danmark, eller som er naturaliseret her.
| Arter |

- Have-Morgenfrue (Calendula officinalis)